# Baia di Cardigan

Mappa della baia di Cardigan

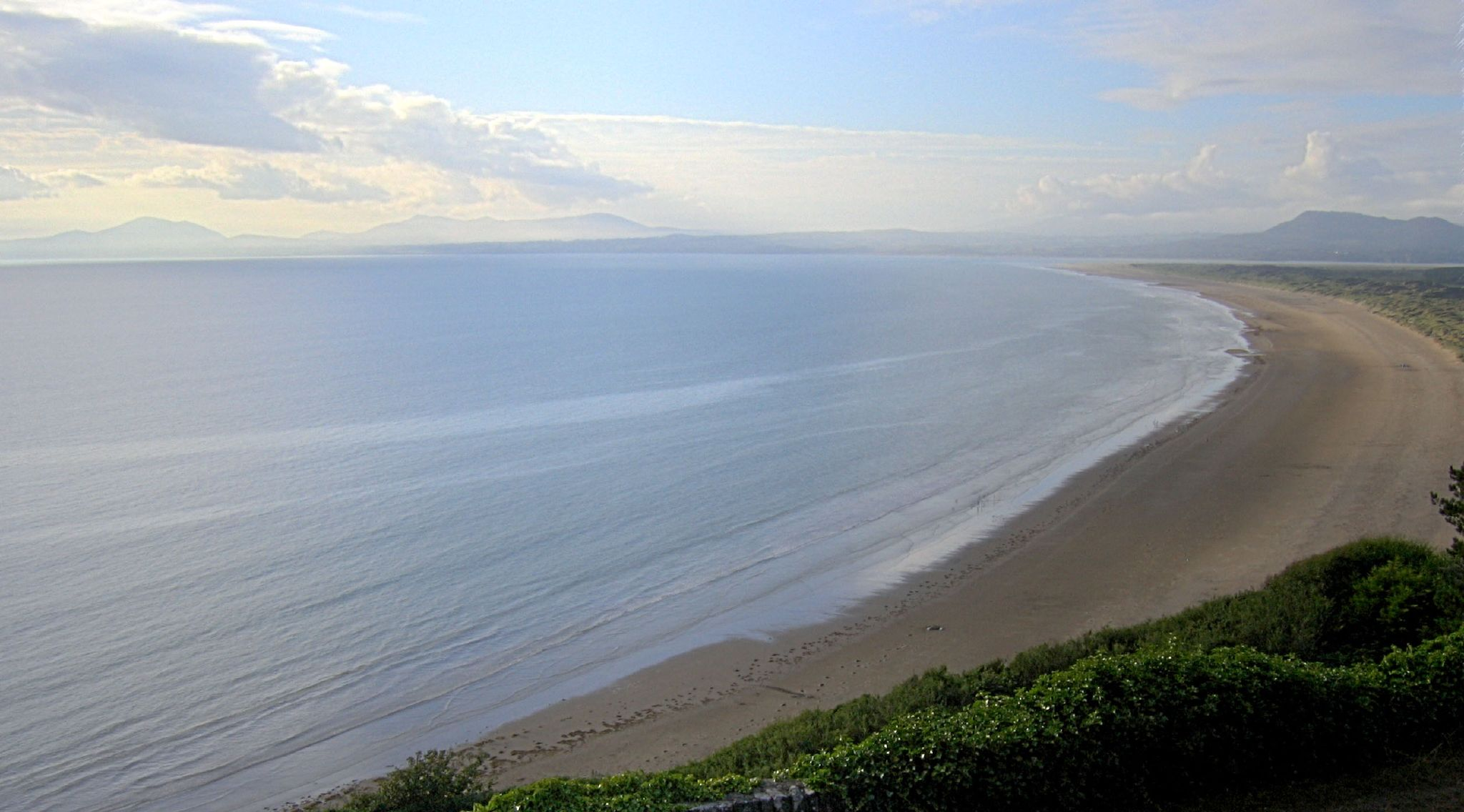
Cardigan Bay

La baia di Cardigan (in gallese:  Bae Ceredigion o  Bae Aberteifi) è un golfo del mare d'Irlanda in corrispondenza della costa occidentale del Galles.

## Geografia
La baia è delimitata a nord dall'estremità della penisola di Lleyn ed a sud dalla penisola del Pembrokeshire fino al  capo di Saint David.
La baia ha circa 100 km di estensione da nord a sud ed un'ampiezza di circa 50 km.
Nella baia sfociano diversi fiumi:  Mawddach, Dyfi, Rheidol,  Ystwyth, Aeron e Teifi. I principali centri che vi si affacciano sono: Fishguard, Cardigan,  New Quay, Aberaeron, Aberystwyth, Aberdyfi, Barmouth, Porthmadog (con Tremadog), Tywyn e Pwllheli.

## Fauna
Nella baia vive una popolazione di delfini (Tursiops truncatus) che vive stabilmente tra New Quay e Llangrannog. La popolazione è divisa in due gruppi che secondo una ricerca dell'Università di Aberdeen conta 127 esemplari. 
Lungo le coste della baia di Cardigan vive una grossa popolazione di foche grigie (Halichoerus grypus).
Tra le specie ittiche che vivono nella baia sono da ricordare la lampreda di fiume (Lampetra fluviatilis) e la lampreda di mare (Petromyzon marinus).

## Leggenda
Secondo una leggenda nell'area centro-nord della baia era ubicato il regno di Cantre'r Gwaelod (The Lowland Hundred in inglese) ora sommerso dal mare.
La canzone Bells of Aberdyfi trova ispirazione da questo mondo sommerso.